# Kroutitsi
Le Kroutitsi ou palais de Kroutitsi ou résidence Kroutitsi du métropolite (en russe : Крути́цкое подво́рье, Крути́цкое патриа́ршее подво́рье, Крути́цкий архиере́йский дом, Крути́цы) est un monastère fondé au XIIIe siècle, devenu ensuite une résidence du métropolite portant le titre ancien de métropolite de Saraï et Podonski devenu plus tard le titre de métropolite de Kroutitsi et Kolomenskoïe. Le nom donné au monastère primitif vient du mot kroutitsi, désignant les rives gauches surélevées (kroutoï signifie escarpé en russe) de la rivière Moskova, après l'embouchure de la rivière Iaouza. En 1991, le complexe a été intégré à l'Église orthodoxe russe comme résidence du Patriarche de Moscou et de toutes les Russies. Depuis 2001, les bâtiments font partie du département synodal de la jeunesse.

## Histoire

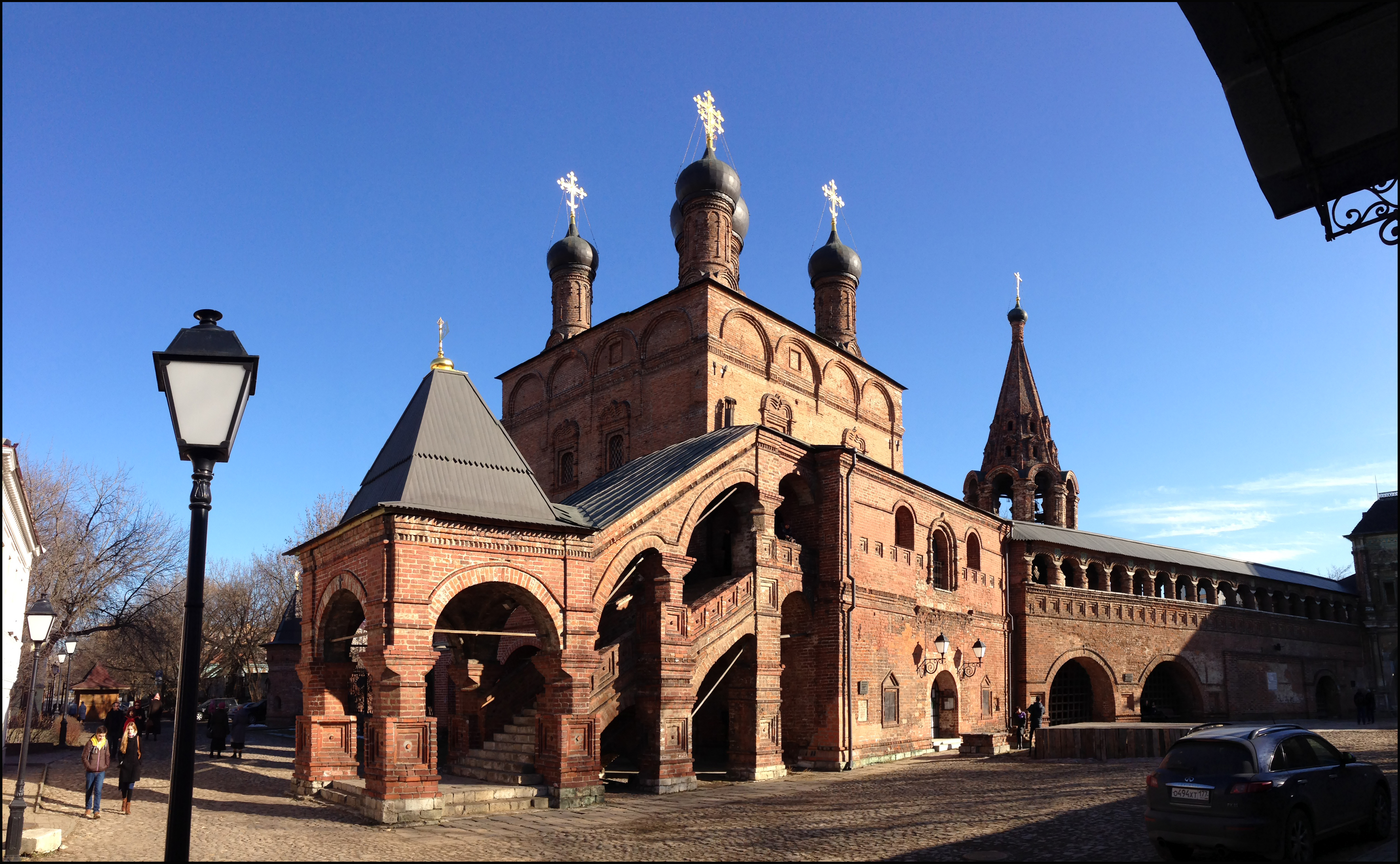
Vue d'ensemble de la résidence Kroutitsi

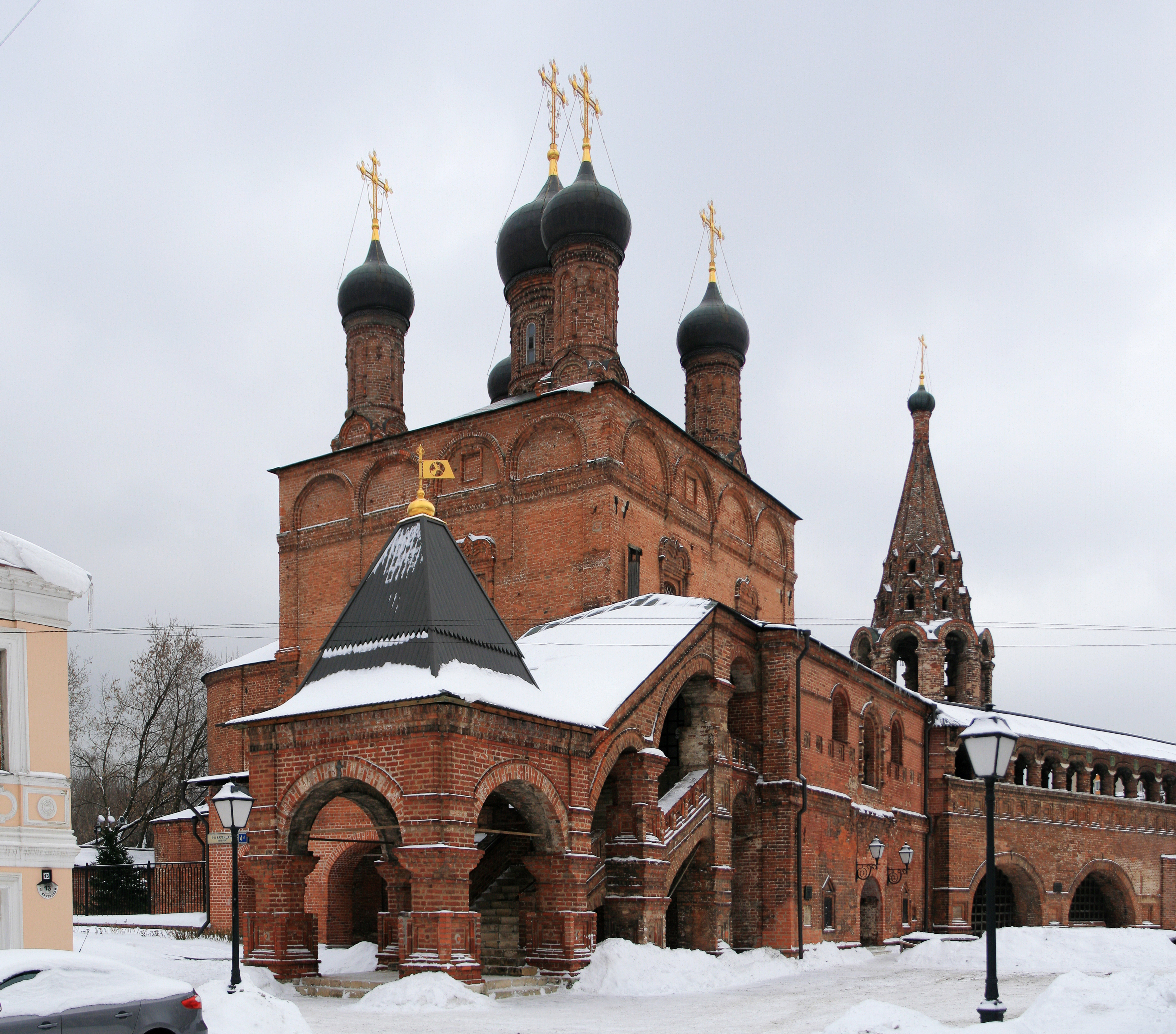
Cathédrale de la Dormition de Kroutitsi en 2017

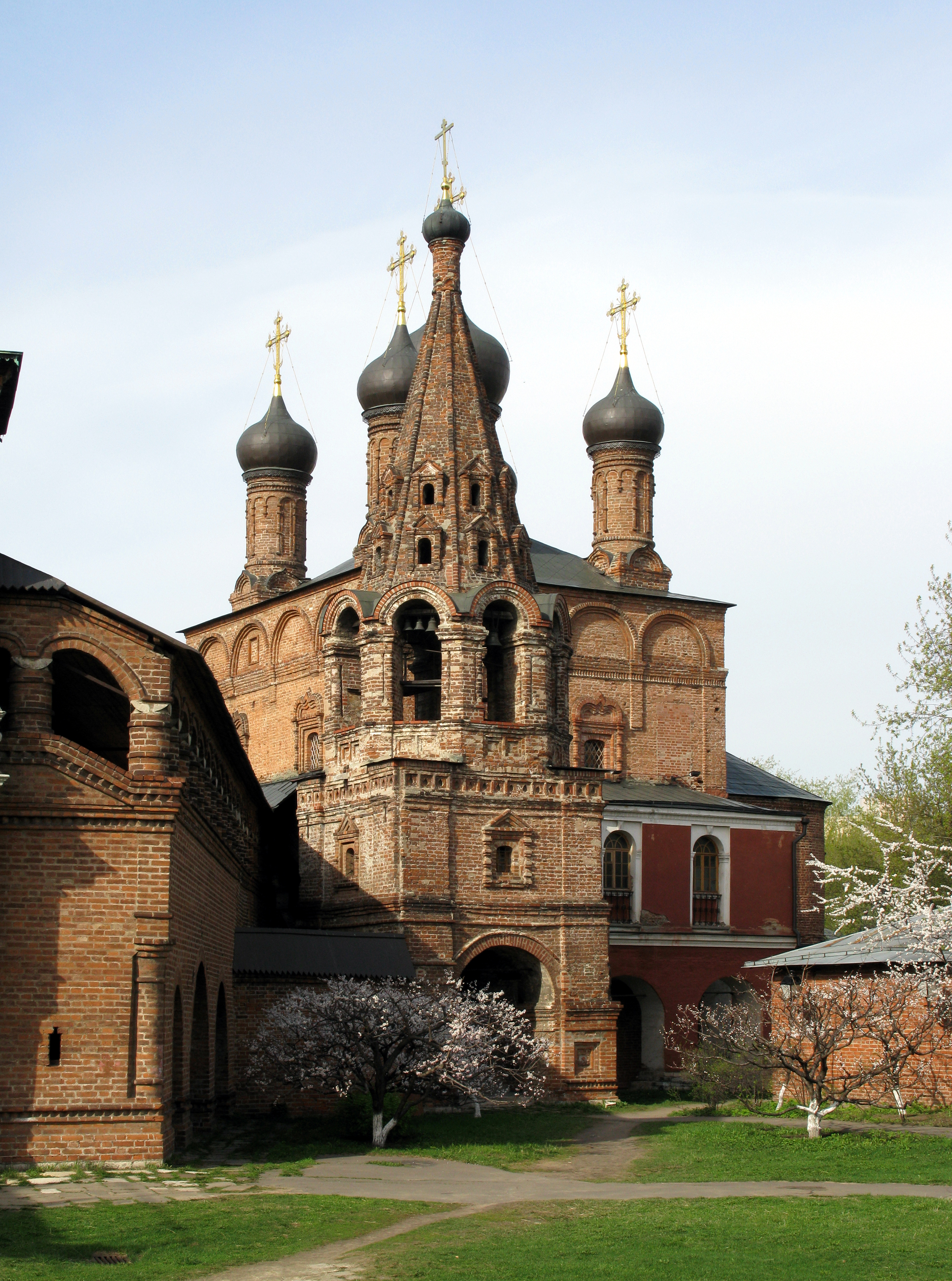
Cathédrale de la Dormition de Kroutitsi et clocher, 2010

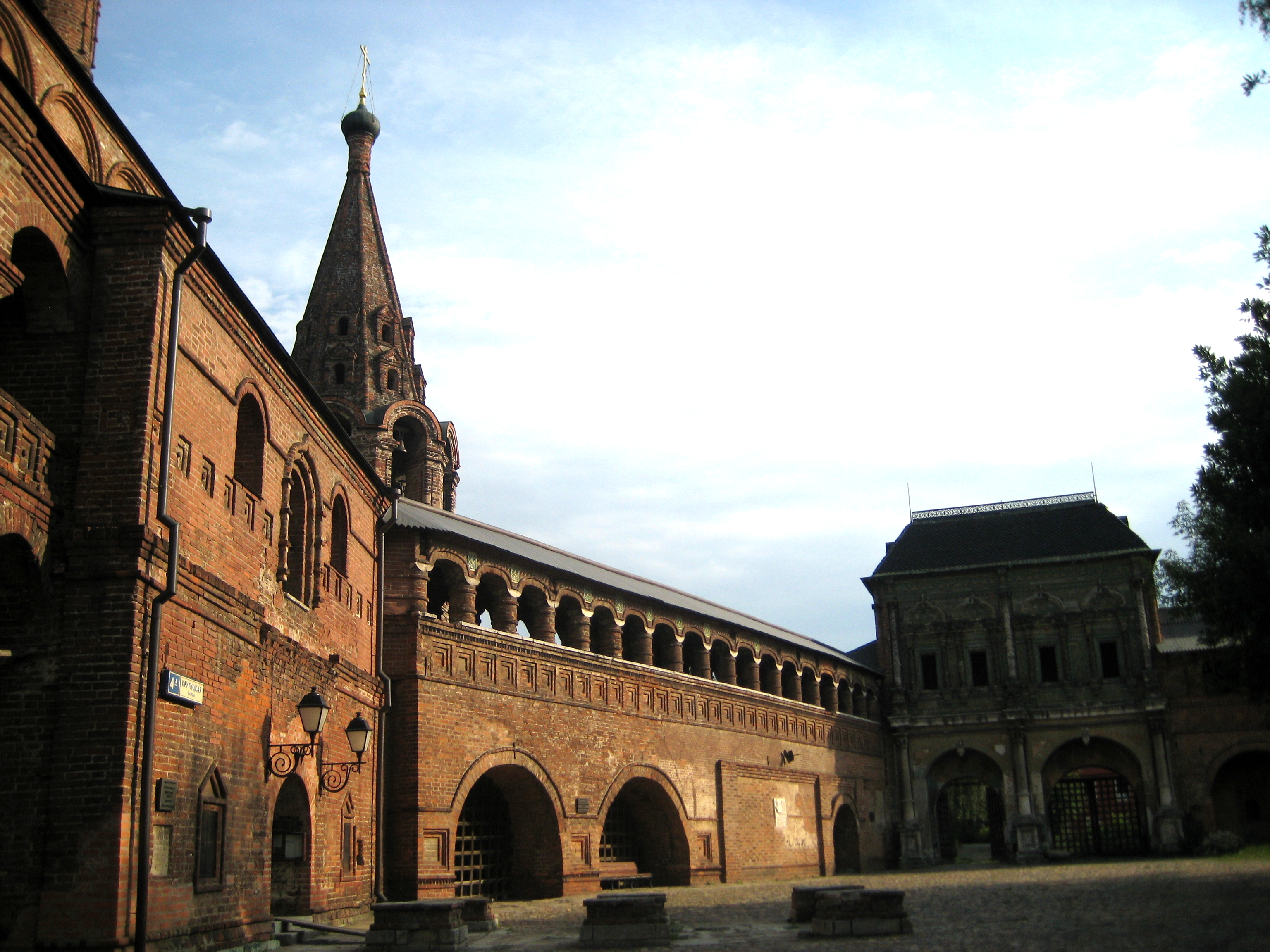
Galerie intérieure de la résidence en 2011

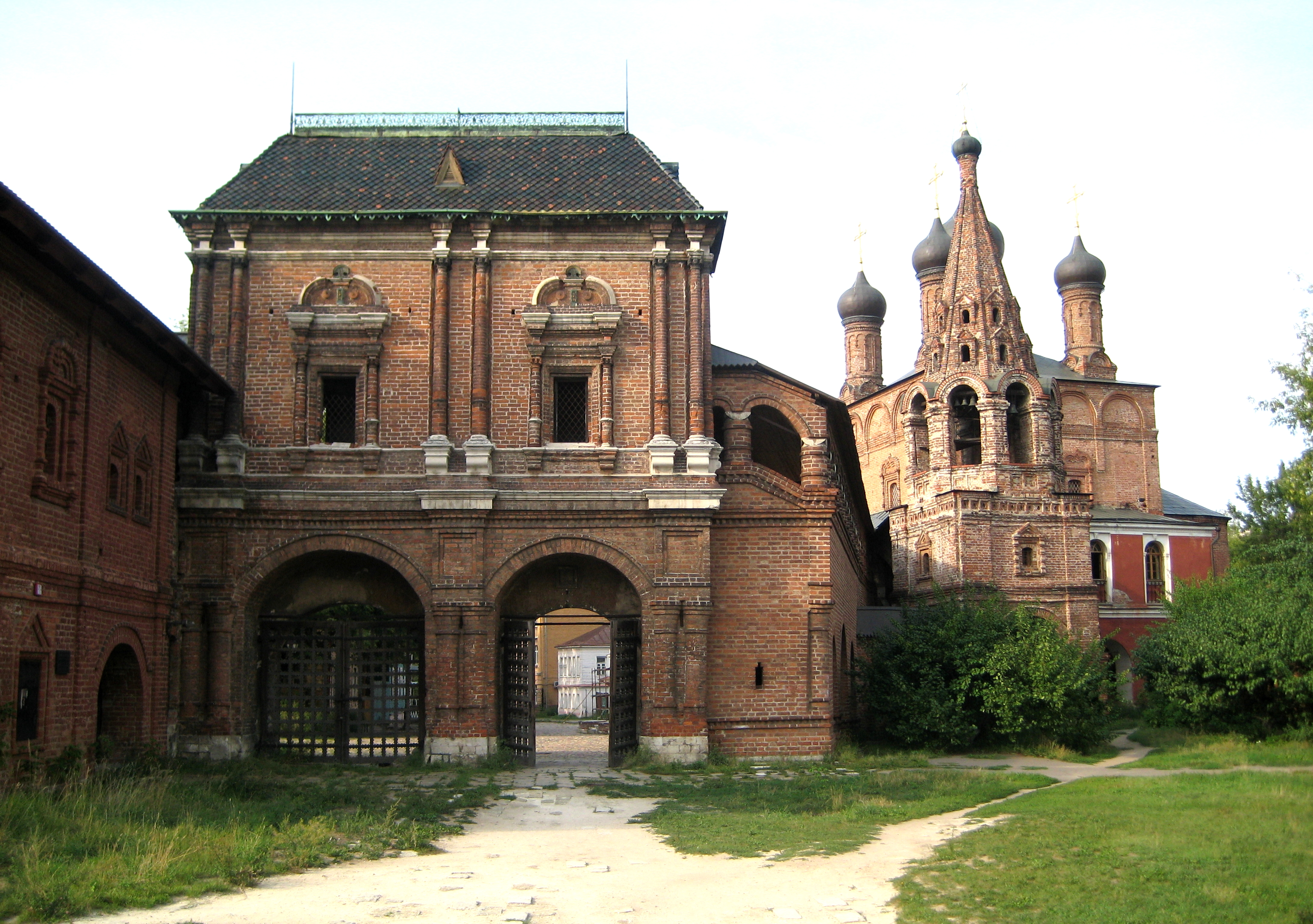
Teremok de Kroutitsi en 2011

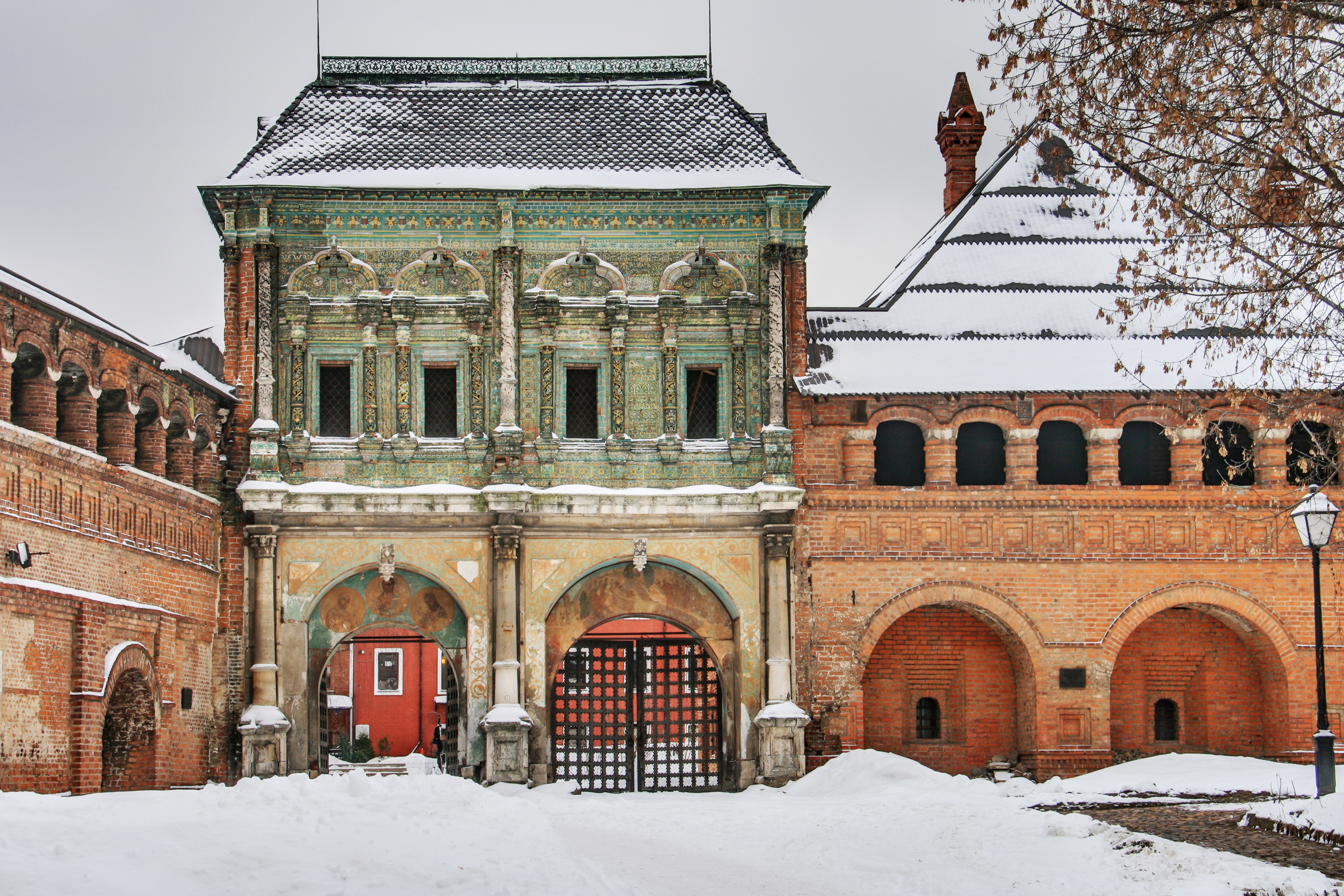
Teremok de Kroutitsi (du côté nord)

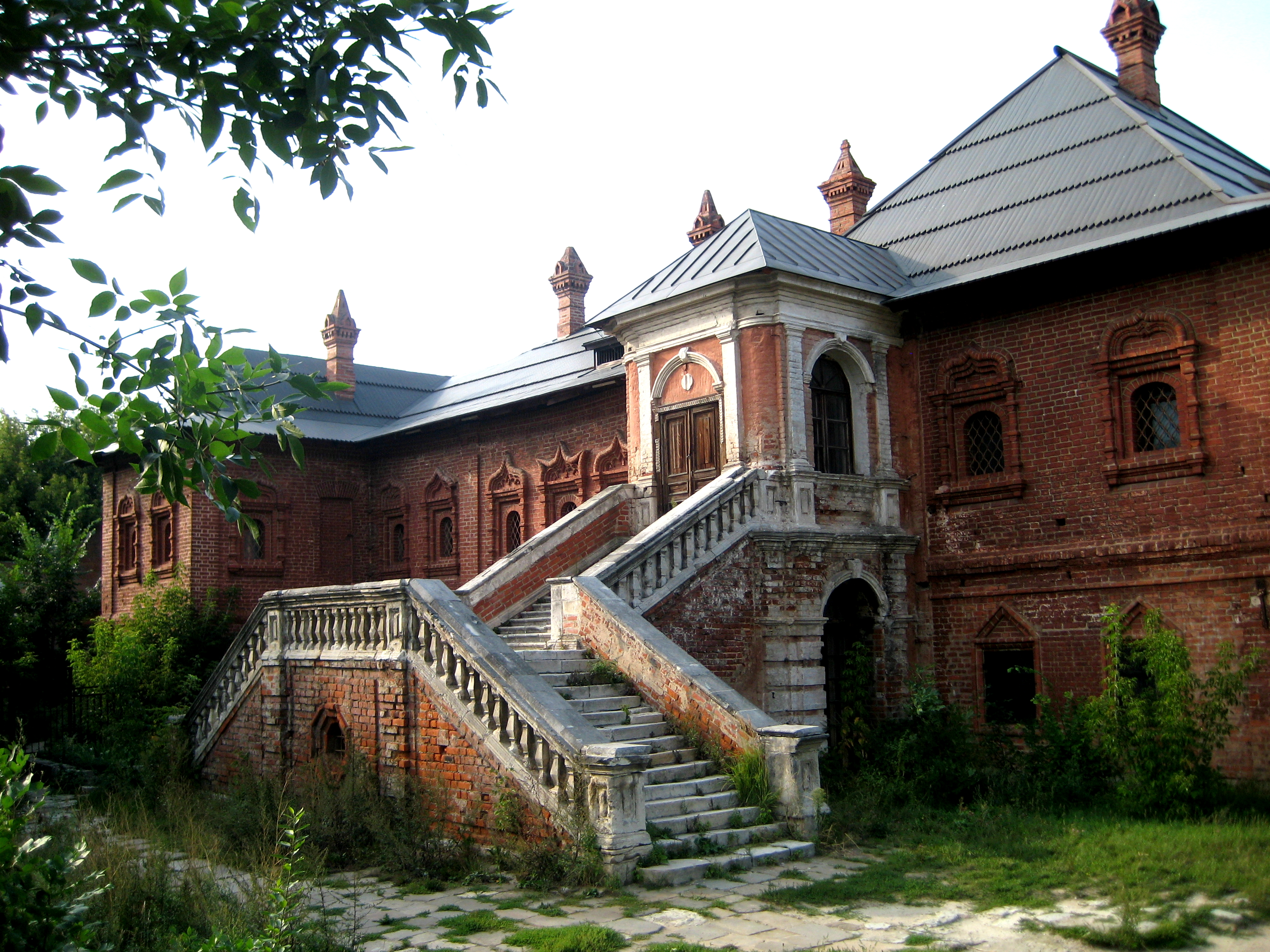
Résidence du métropolite du côté sud en 2011

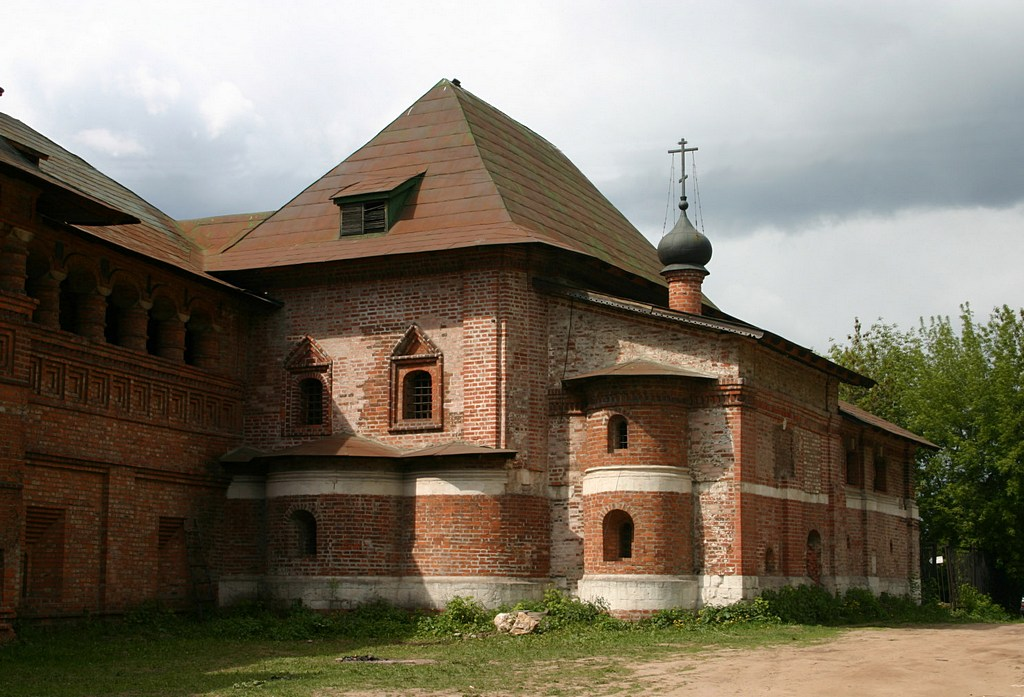
Église de la Résurrection de Kroutitsi

### XIIIe—XVIIesiècles
Aux IXe – XIe siècles, à l'emplacement du monastère actuel, se trouvait le village princier de Kroutitsi. Près du village se trouvaient des routes commerciales animées menant à Kolomna et Riazan,,,.
En 1262, est fondé à l'emplacement appelé Kroutitsi, un monastère pour hommes en l'honneur des saints Pierre et Paul apôtre. Les historiens donnent deux versions différentes de l'histoire de sa création. Suivant la première version, un oukase portant création du monastère est publié par le prince Saint Daniel de Moscou. Saint Daniel était tellement séduit pas la beauté de la nature à cet endroit, qu'il décide d'y fonder une maison sur les bords de la rivière. Il décide ensuite de transformer son projet initial en abandonnant cette maison pour en faire un monastère, une église et une résidence pour l'évêque. À la fin du XIIIe siècle, début du XIVe siècle l'évêque Varlaam s'y installe. À la mort de Varlaam, les évêques de Saraï en font leur résidence moscovite avant que s'y installe le siège épiscopal de l'éparchie de Kroutiski créée au quinzième siècle à l'intention des nouveaux territoires pour la population qui se trouvait jusqu'alors sous le joug tatar mais se trouvaient libérées grâce au déclin de la Horde d'Or,,.
Selon une seconde version, le monastère a été fondé après l'arrivée des évêques de Saraï et de Varlaam au XIIIe siècle. Certains chercheurs suggèrent que la première construction de l'ensemble était l'église de la Dormition (probablement au XIIIe siècle), autour de laquelle aurait ensuite été érigé le monastère,. Au XIVe siècle le monastère devient le centre de l’évêché de Saraï et Podonski connu plus tard sous le nom de Kroutitsi,,.
« La résidence de Kroutitsi en Russie s'est vu attribuer un rôle particulier: être la représentante auprès du Seigneur de tous les orthodoxes souffrant dans des pays étrangers. Elle assurait le lien entre l'Église orthodoxe russe et le monde extérieur, remplissant une mission originale dans le domaine spirituel . »
Durant les XIVe et XVe siècles, les travaux au complexe de Kroutitsi ont été financés par le Grand-prince Ivan II Ivanovitch qui, par testament de 1356, lègue une contribution à sa mémoire à Notre-Dame de Kroutitsi. Le prince Dimitri Ier Donskoï fait de même dans sa charte ecclésiastique de 1371,.
En 1454, la Horde d'Or commence à décliner, ce qui entraîne le déménagement de l'évêque Vassian de Saraï Batu à Kroutitsi. Vers le milieu du XVIe siècle les évêques de Kroutitsi ont reçu le titre et le statut de métropolites et sont devenus les plus proches collaborateurs du primat de Moscou. En juillet 1612, les membres des secondes milices populaires de Kouzma Minine et Dmitri Pojarski s'arrêtent à la Cathédrale de la Dormition de Kroutitsi et jurent de libérer Moscou des envahisseurs polonais. Du fait que la Cathédrale de la Dormition de Moscou était occupée, la cathédrale de la Dormition de Kroutitsi acquiert une signification symbolique religieuse pour la Russie. En 1612, la résidence de Kroutiski est mise à sac lors de la bataille de Moscou de 1612, durant la Guerre polono-russe (1605-1618), par des mercenaires polonais. Selon Dmitri Pojarski, l'église de la Dormition de Notre-Dame de Kroutitsi s'est retrouvée à l'état de ruine. Malgré cela, après les Temps des troubles commence une nouvelle période de prospérité pour Kroutitsi ,,,.
En 1650, débute la construction de la Cathédrale de la Dormition de Kroutitsi, avec ses cinq coupoles, ses murs de briques, son chatior sur un clocher. En 1680—1690, suivant le projet de l'architecte Osip Startsev (en), le teremok qui surmonte les portes d'entrée sont recouvertes de carreaux de faïence polychrome à dominante bleu turquoise , .
Les Kroutitsi prospèrent sous le règne du métropolite Paul III, créateur de la bibliothèque du monastère. La construction de la résidence du métropolite est achevée à l'emplacement de l'ancienne église de la Dormition, et la construction de la nouvelle cathédrale débute. À cette époque y est tracé également un des plus beaux jardins décoratifs de Moscou. Les possessions du métropolite de Krititski s'étendaient jusqu'à la sloboda Doubrovka (rue Doubrovka), jusqu'à la rue Arbatetskaïa et comprenait le village de Kojoukhovo. Le complexe architectural a été achevé à la fin du XVIIe siècle.
Au milieu du XVIIe siècle, Kroutitsi devient un des lieux de résidence préférés des patriarches. À partir de 1650, la résidence devient un centre scientifique où l'on traduit les Saintes Écritures du grec en slavon d'église. Le bâtiment sert aussi de prison à plusieurs reprises. Ainsi en 1666 Avvakoum y est enfermé,,,.

### XVIIIe—XIXesiècles
Depuis l'abolition du patriarcat par le règlement spirituel de 1721, les métropolites sont relégués au rang d'évêque (à l'exception du métropolite Ignati de Smol). En 1737, la résidence de Kroutitsi est gravement endommagée à cause de l'incendie de 1737 (incendie de la Trinité) qui détruit la plus grande partie des bâtiments de la résidence et des églises. Jusqu'à la reconstruction en 1868, le toit en bois du Teremok est remplacé par un toit en fer et les visages des peintures noircies par les fumées de l'incendie sont blanchis à la chaux. Entre 1744 et 1751, un séminaire théologique exista à Kroutitsi. Il a été transféré plus tard au monastère de l'Intercession de Moscou (Pokrovski monastyr).
En 1788, l'éparchie de Kroutitsi est supprimée et de nombreux bâtiments en mauvais état sont démolis. Le territoire du monastère est transféré au département de l'armée et les biens et archives de l'éparchie sont transférés au monastère Tchoudov du Kremlin de Moscou. Une partie des bâtiments subsistants est devenue une partie de la caserne de Kroutitsi dans lequel est installé un corps de la gendarmerie. Dans un des corps de garde Alexandre Herzen passa à l'âge de 22 ans une détention de six mois avant d'être envoyé à Kirov, Perm et Viatka à titre de bannissement.
Pendant la campagne de Russie de 1812, la résidence de Kroutitsi a été fort endommagée. Les recouvrements et les décorations de l'église de la Résurrection ont été perdus et seules certaines peintures du plafond ont pu être conservées. En 1816, Alexandre Tormassov ordonna la démolition de l'église. Toutefois après avoir visité l'église d'Augustin de Moscou il remarque que l'intérieur était décoré et les murs recouverts de peintures. C'est pourquoi il demande alors au Procureur, le prince Alexandre Nikolaïevitch Golitsyne, de conserver l'édifice. Le prince a transmis la demande circonstanciée concernant Kroutitsi à l'empereur Alexandre Ier. Le chef de l'État a alors ordonné l'arrêt des travaux de démolitions de l'église,,,. En 1838, l'empereur Alexandre II visite Kroutitsi et ordonne la restauration de l'église de la Résurrection.
Le projet de restauration est préparé initialement par l'architecte Yevgraph Tyurin (en), mais c'est Constantin Thon qui exécute le plan définitif. Grâce aux travaux réalisés dans les années 1840, l'église de la Résurrection a été partiellement reconstruite. En 1868, le gouvernement de la ville de Moscou a publié un décret sur la restauration du Teremok de Kroutitsi. En 1899, à la résidence, l'église de la Dormition est restaurée et l'église inférieure de Pierre et Paul est repeinte. En 1904, l'architecte Nikolaï Stroukov établit un projet de restauration du palais du métropolite, mais faute de moyens financiers il est abandonné. Certaines parties sont restaurées mais au début du XXe siècle l'état de l'ensemble n'est toujours pas jugé satisfaisant,.

### XXe—XXIesiècles
Après la révolution russe de 1917, les bâtiments de la résidence du métropolite ont été pillés et les peintures murales dégradées,. En 1925, à l'époque soviétique, les offices liturgiques sont interdits et la cathédrale de la Dormition est transférée à l'organisation des habitations collectives du district militaire de Moscou. En 1936—1938, l'église de la Résurrection est transférée dans un corpus d'habitations selon le projet de l'architecte Batagov,.
Le plan de restauration de la résidence du métropolite est établi en 1947, sur ordre du comité des affaires architecturales de l'URSS et du Conseil des ministres de l'URSS. Il est dirigé par le restaurateur de monuments anciens l'architecte Piotr Baranovski. C'est lui qui a veillé à ce que des croix soient réinstallées au sommet des bulbes de la cathédrale de la Dormition.
En 1964, la cathédrale est transférée à la Société de toute la Russie de la protection des monuments historiques et culturels, et, en 1968, elle est à nouveau transférée, mais au département philatélie. En même temps, la cathédrale a été utilisée comme maison de la culture. Dans les années 1980, des ateliers scientifiques de restauration expérimentale de la Société de préservation des monuments ont été installés dans la cathédrale. Le 26 juillet 1982, par décision du Conseil de la ville de Moscou des députés du peuple une partie du domaine de la résidence a été donnée en location au Musée historique d'État de Moscou. La cathédrale a été utilisée pour stocker des œuvres d'exposants. Plusieurs salles étaient réservées et aménagées pour des expositions.
À la même époque, une grande partie des bâtiments était également utilisée par le département militaire. Jusqu'au début de l'année 1996 se trouvait encore une caserne Kroutitsi pour une garnison de la ville de Moscou. C'est dans des casemates de Kroutitsi que Lavrenti Beria a été incarcéré après la mort de Staline. Puis il a été transféré au bunker du quartier général du district militaire de Moscou .
En 1971, a débuté la restauration du musée au podklet et aux sous-sols de l'église de la Résurrection. Au début des années 1980, l'abside de l'église et les niveaux inférieurs ont été restaurés également. Après la dislocation de l'URSS en 1991, les bâtiments de la résidence Kroutitsi sont passés progressivement sous la propriété de l'Église orthodoxe russe. En 1992, dans l'église de la Résurrection a eu lieu la première célébration liturgique depuis 1924,,,. En 2019 le gouvernement de la ville de Moscou a approuvé le projet de restauration de l'église de la Résurrection et de la chapelle Nikolski.

### Résidence du Kremlin de Kroutitsi
Au milieu du XVIe siècle les historiens supposent qu'au Kremlin de Moscou a été créée une résidence Kroutitsi du Kremlin qui servait de lieu de résidence au métropolite Kroutitsi quand il venait au Kremlin. Elle était située de manière adjacente à l'ancienne porte Frolovski (aujourd'hui tour du Sauveur .
Selon l'historien Ivan Zabeline (1820-1908), il existe des écrits de 1610, confirmant que le service liturgique du métropolite de Kroutitsi devait être célébré le dimanche dans la cathédrale de la Dormition du Kremlin de Moscou. En 1770,
la résidence près de la tour du Sauveur a été supprimée en raison du projet approuvé de Vassili Bajenov : le grand palais Bajenov du Kremlin (ru), et six ans après les bâtiments ont été démantelés .

## Conservation des monuments de la résidence

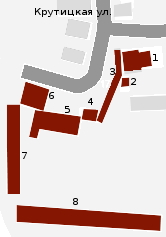
Plan du site de Kroutitsi:
1. Cathédrale de la Dormition
2. Clocher
3. Mur de la galerie de passage
4. Porte sainte (Teremok de Kroutitsi)
5. Palais du métropolite
6. Église de la Résurrection
7. Palais sur le quai de la Moskova
8. Maisons

- Cathédrale de la Dormition de Kroutitsi avec son église de Pierre et Paul apôtres (construite au XVIIe siècle et sa chapelle Saint-Serge de Radonège (XIXe siècle).
- Palais du Métropolite de Kroutitsi (1655—1670)[15].
- Teremok de Kroutitsi et passage de la Résurrection, décoré de faïences œuvres de Stepan Poloubes (fin du XVIIe siècle)[15].
- Église de la Résurrection du Verbe de Kroutitsi (Palais des croisades, église de l'Ascension) (milieu du XVIIe siècle[15].
- Corpus du métropolite (seconde moitié du XVII)[15].
- Résidence du métropolite (1719)[15].
- Maison en bois no 6, 8, 11, 13 rue Kroutitsaïa à Moscou (XIX)[15].
- Maison à deux niveaux no 4 rue Kroutiskaïa (XIX)[15].

## Monuments à proximité
- Le Monastère Novospasski est un monastère pour hommes, fondé au XVe siècle par le prince Ivan III[15].
- Le Musée de l'eau est un centre d'information écologique situé dans la station de pompage du XIXe siècle[15].
- Un bâtiment des vétérans de la guerre patriotique de 1812 qui est un complexe de maisons en bois du XIXe siècle, construites pour les vétérans de cette guerre patriotique[15].
- Caserne Aliochkinskie (Kroutitsie) : les bâtiments modernes ont été reconstruits au début du XIXe siècle et ont été reconstruits à plusieurs reprises[15].